# Ilgın (district)
Ilgın is een Turks district in de provincie Konya en telt 61.814 inwoners (2007). Het district heeft een oppervlakte van 1708,1 km². Hoofdplaats is Ilgın.
De bevolkingsontwikkeling van het district is weergegeven in onderstaande tabel.
| 1997   | 2000   | 2007   |
| ------ | ------ | ------ |
| 81.506 | 75.681 | 61.814 |